# Grammonota emertoni
Grammonota emertoni är en spindelart som beskrevs av Bryant 1940. Grammonota emertoni ingår i släktet Grammonota och familjen täckvävarspindlar.
Artens utbredningsområde är Kuba. Inga underarter finns listade i Catalogue of Life.